# مومنسي
مومنسي (إلينوي) (بالإنجليزية: Momence, Illinois)‏ هي مدينة تقع في الولايات المتحدة في إلينوي. يقدر عدد سكانها بـ 3,063 نسمة .

## التركيبة السكانية
حدّد مكتب تعداد الولايات المتحدة بيانات التركيبة السكانية لمومنسي في تعداد الولايات المتحدة. في ما يلي، التركيبة السكانية حسب تعدادي 2000 و2010.

### تعداد عام 2000
بلغ عدد سكان مومنسي 3,171 نسمة بحسب تعداد عام 2000، وبلغ عدد الأسر 1,159 أسرة وعدد العائلات 785 عائلة مقيمة في المدينة. في حين سجلت الكثافة السكانية 734 نسمة لكل كيلومتر مربع (1,901.1/ميل2). وبلغ عدد الوحدات السكنية 1,223 وحدة بمتوسط كثافة قدره 283.1 لكل كيلومتر مربع (733.2/ميل2).
وتوزع التركيب العرقي للمدينة بنسبة 89.18% من البيض و4.32% من الأمريكيين الأفارقة و0.19% من الأمريكيين الأصليين و0.09% من الأمريكيين ذوي الأصول الآسيوية و4.95% من الأعراق الأخرى و1.26% من عرقين مختلطين أو أكثر و11.38% من الهسبانيون أو اللاتينيون من أي عرق.
بلغ عدد الأسر 1,159 أسرة كانت نسبة 37.7% منها لديها أطفال تحت سن الثامنة عشر تعيش معهم، وبلغت نسبة الأزواج القاطنين مع بعضهم البعض 51.3% من أصل المجموع الكلي للأسر، ونسبة 11.3% من الأسر كان لديها معيلات من الإناث دون وجود شريك، بينما كانت نسبة 5.2% من الأسر لديها معيلون من الذكور دون وجود شريكة وكانت نسبة 32.3% من غير العائلات. تألفت نسبة 27.6% من أصل جميع الأسر من عدة أفراد يعيشون في نفس المنزل ونسبة 14.8% كانت تتألف من شخص يعيش بمفرده يبلغ من العمر 65 عاماً أو أكثر. وبلغ متوسط حجم الأسرة المعيشية 2.59، أما متوسط حجم العائلات فبلغ 3.13.
بلغ العمر الوسطي للسكان 37.5 عاماً. وكانت نسبة 25.6% من القاطنين تحت سن الثامنة عشر، وكانت نسبة 8.4% بين الثامنة عشر والرابعة والعشرين عاماً، ونسبة 27.3% كانت واقعةً في الفئة العمرية ما بين الخامسة والعشرين والرابعة والأربعين عاماً، ونسبة 20.4% كانت ما بين الخامسة والأربعين والرابعة والستين، ونسبة 12.8% كانت ضمن فئة الخامسة والستين عاماً فما فوق. يوجد لكل 100 أنثى 95.9 ذكر، ويوجد لكل 100 أنثى في الثامنة عشر من عمرها فما فوق 92.7 ذكر.
بلغ متوسط دخل الأسرة في المدينة 37,898 دولارًا، أما متوسط دخل العائلة فبلغ 45,379 دولارًا. وكان متوسط دخل الذكور 31,741 دولارًا مقابل 23,711 دولارًا للإناث. وسجل دخل الفرد الخاص بالمدينة 17,836 دولارًا. وكانت نسبة 5.8% من العائلات ونسبة 9.2% من السكان تحت خط الفقر، وكان من هؤلاء نسبة 13.3% تحت سن الثامنة عشر ونسبة 6.4% في الخامسة والستين من العمر وما فوق.

### تعداد عام 2010
بلغ عدد سكان مومنسي 3,310 نسمة بحسب تعداد عام 2010، وبلغ عدد الأسر 1,192 أسرة وعدد العائلات 814 عائلة مقيمة في المدينة. في حين سجلت الكثافة السكانية 766.2 نسمة لكل كيلومتر مربع (1,984.4/ميل2). وبلغ عدد الوحدات السكنية 1,275 وحدة بمتوسط كثافة قدره 295.1 لكل كيلومتر مربع (764.3/ميل2).
وتوزع التركيب العرقي للمدينة بنسبة 83.02% من البيض و5.14% من الأمريكيين الأفارقة و0.54% من الأمريكيين الأصليين و0.27% من الأمريكيين ذوي الأصول الآسيوية و8.67% من الأعراق الأخرى و2.36% من عرقين مختلطين أو أكثر و18.58% من الهسبانيون أو اللاتينيون من أي عرق.
بلغ عدد الأسر 1,192 أسرة كانت نسبة 35.5% منها لديها أطفال تحت سن الثامنة عشر تعيش معهم، وبلغت نسبة الأزواج القاطنين مع بعضهم البعض 47.6% من أصل المجموع الكلي للأسر، ونسبة 14.7% من الأسر كان لديها معيلات من الإناث دون وجود شريك، بينما كانت نسبة 6% من الأسر لديها معيلون من الذكور دون وجود شريكة وكانت نسبة 31.7% من غير العائلات. تألفت نسبة 26.3% من أصل جميع الأسر من عدة أفراد يعيشون في نفس المنزل ونسبة 13.8% كانت تتألف من شخص يعيش بمفرده يبلغ من العمر 65 عاماً أو أكثر. وبلغ متوسط حجم الأسرة المعيشية 2.66، أما متوسط حجم العائلات فبلغ 3.20.
بلغ العمر الوسطي للسكان 38.0 عاماً. وكانت نسبة 25.3% من القاطنين تحت سن الثامنة عشر، وكانت نسبة 8.3% بين الثامنة عشر والرابعة والعشرين عاماً، ونسبة 25.6% كانت واقعةً في الفئة العمرية ما بين الخامسة والعشرين والرابعة والأربعين عاماً، ونسبة 25.2% كانت ما بين الخامسة والأربعين والرابعة والستين، ونسبة 15.6% كانت ضمن فئة الخامسة والستين عاماً فما فوق. وتوزع التركيب الجنسي للسكان بنسبة 50.7% ذكور و49.3% إناث.